# Dhiffushi (Thaa)
Pour les articles homonymes, voir Dhiffushi.
Dhiffushi est une petite île inhabitée des Maldives. 

## Géographie
Dhiffushi est située dans le centre des Maldives, au Nord-Est de l'atoll Kolhumadulu, dans la subdivision de Thaa. 